# Robert Liston
Robert Liston (Ecclesmachan, 28 ottobre 1794 – Londra, 7 dicembre 1847) è stato un medico scozzese, pioniere della chirurgia, famoso per la sua abilità in un'epoca in cui non era ancora usata l'anestesia e la velocità nell'eseguire l'intervento poteva fare la differenza in termini di dolore e possibilità di sopravvivenza del paziente.

## Biografia
Nato in un villaggio del Linlithgowshire, Robert era figlio del pastore scozzese e inventore Henry Liston (1771-1836) e nipote di un altro Robert Liston (1730–1796), Moderatore dell'Assemblea Generale della Chiesa di Scozia. Liston studiò a Edimburgo, seguendo le lezioni di John Barclay (1758-1826) e terminando poi gli studi a Londra. Nel 1818 divenne docente di anatomia presso l'Università di Edimburgo e chirurgo alla Royal Infirmary della stessa città. Il suo carattere rude e a volte arrogante gli inimicò la classe medica della città, tanto che nel 1835 accettò la cattedra Clinica Chirurgica presso l'University College di Londra. Tuttavia la sua popolarità era tale che si organizzò una cena pubblica in suo onore prima della partenza.
Era un chirurgo abile e veloce, specializzato soprattutto nella calcolosi vescicale e nelle amputazioni, per le quali inventò nuove tecniche e strumenti. Alcuni di questi strumenti, tra cui alcuni tipi di pinze per bloccare le emorragie e la stecca Liston per il sostegno della coscia, sono in uso ancora oggi.
Poteva vantarsi di amputare un arto in meno di 2 minuti e mezzo, anche se questi interventi non erano privi di rischi: in uno dei suoi casi amputò una gamba così velocemente che finì per tagliare via anche i testicoli del paziente. In un altro caso di amputazione della gamba svoltosi in meno di 2 minuti e mezzo il paziente morì dopo pochi giorni a causa della gangrena (cosa che succedeva con una certa frequenza in un'epoca che non conosceva l'importanza dell'igiene): durante l'operazione Liston recise per errore alcune dita di un suo giovane assistente, che morì dopo qualche tempo sempre di gangrena.
Il 21 dicembre 1846 eseguì la prima operazione in Europa sotto anestesia utilizzando l'etere, una sostanza introdotta negli Stati Uniti in quegli anni, al posto dei metodi "ipnotici" usati in Inghilterra. Egli commentò il nuovo metodo con queste parole: "Questo trucco yankee batte ogni mesmerismo". Le sue pubblicazioni principali sono The Elements of Surgery (1832) e Practical Surgery (1837), oltre a numerosi articoli sui giornali scientifici dell'epoca.

## Notorietà
Nel film La vera storia di Jack lo squartatore - From Hell, con Johnny Depp, nel dialogo fra l'ispettore di polizia indagatore sugli omicidi commessi a White Chapel e il medico chirurgo della Regina Vittoria, quest'ultimo cita Liston e il suo coltello da amputazione, cioè il coltello di Liston.
Nel videogioco Days Gone, una missione è dedicata al recupero di attrezzature mediche e di un Coltello di Liston.